# Maqam Ibrahim

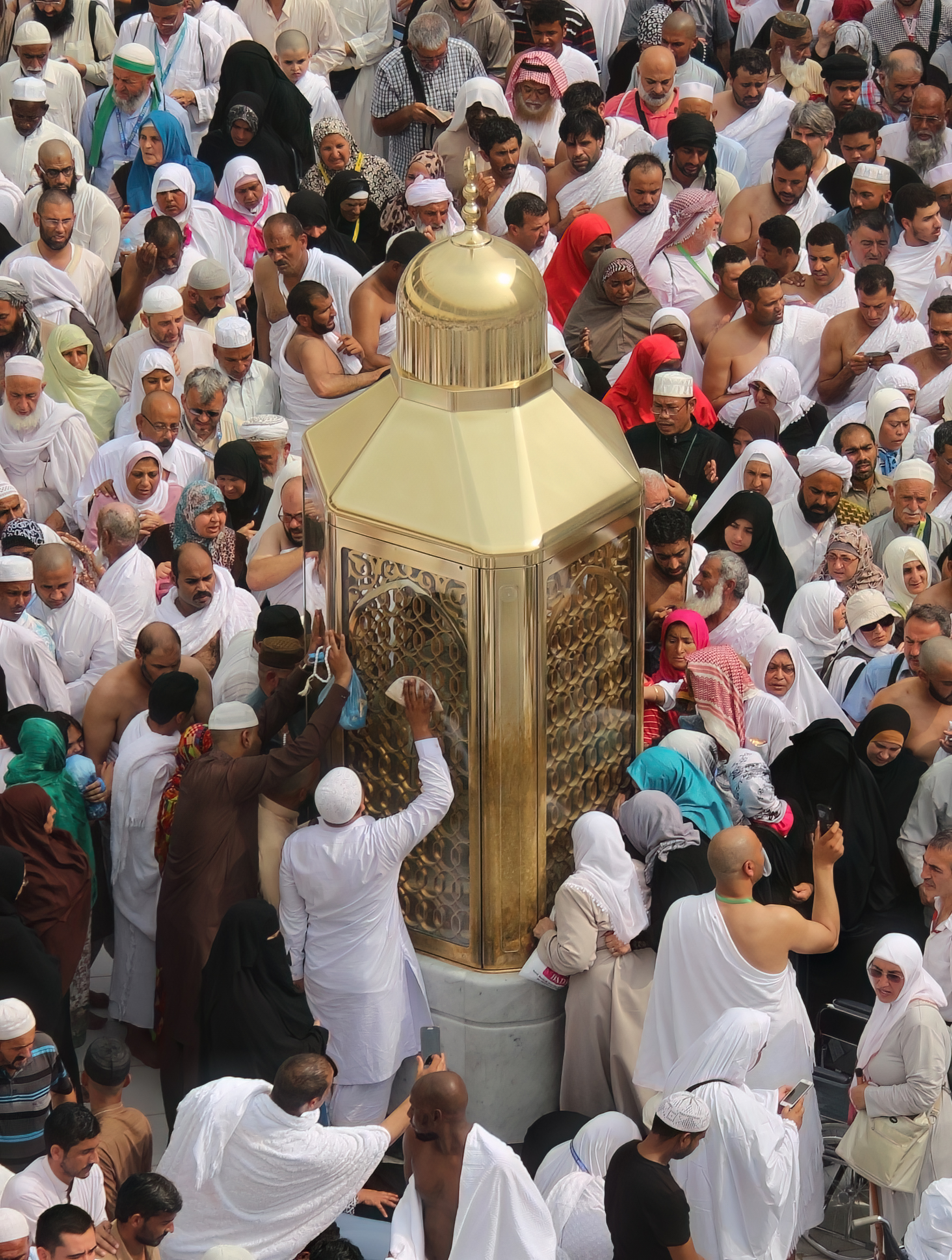
La estructura que contiene la Maqām

La Maqam Ibrāhīm (en árabe: مَقَام إِبْرَاهِيْم‎, lit. 'Estación de Abraham') es una pequeña piedra cuadrada que se asocia con Ibrahim (Abraham), Ismail (Ismael) y la reconstrucción que hicieron a la Kaaba en lo que es en la actualidad la Gran Mezquita de La Meca en la región del Hiyaz en Arabia Saudita. De acuerdo con la tradición islámica, la huella que está en la piedra proviene de los pies de Ibrahim.1

## La piedra
La piedra que se encuentra dentro de la carcasa tiene forma cuadrada y mide 40 cm de largo y de ancho, y 20 cm de altura. En la actualidad, se encuentra dispuesta dentro de una caja de metal dorada. La carcasa exterior se ha cambiado varias veces a través de los años, y varias fotografías históricas muestran que el arco de la puerta de Banu Shaybah solía erigirse justo a su lado.

## Tradición e Historia
En la Arabia preislámica, los árabes adoraban la Kaaba y las dos piedras sagradas, la Piedra Negra y la Piedra Maqam. Tras el ascenso del Islam, la Estación de Abraham se consideró un edificio religioso digno de veneración.
Un versículo de la sura Al Imrán hace referencia al lugar donde se encontraba Ibrahim (Abraham) (Corán 3.97). Este lugar y episodio es una referencia explícita a la cita bíblica: "Levantóse Abraham de madrugada y fue al lugar donde había estado en presencia de Yahveh" (Génesis 19, 27), mientras estaba cerca de las ciudades de Sodoma y Gomorra, en la actual Jordania, cerca del Mar Muerto.
Según cierta tradición, la piedra apareció cuando Ibrahim (Abraham) se paró sobre la piedra mientras construía la Kaaba. Cuando los muros se pusieron demasiado altos, Ibrahim tuvo que pararse sobre la maqām, que milagrosamente se alzó para permitirle seguir construyendo y que, milagrosamente también, descendía para que así Ismail le pudiera entregar piedras. Se dice que Dios dejó las huellas de los pies de Abraham en la piedra. Se dice que Dios permitió que el rastro de los pies de Abraham se hundiera ligeramente en la piedra para dejar una huella milagrosa que perpetuara el recuerdo de la construcción del edificio. En otras tradiciones, la huella apareció cuando la esposa de Ismail le lavó la cabeza a Ibrahim, o cuando Ibrahim se paró sobre ella para llamar a la gente a hacer la peregrinación a La Meca.
El Corán exige a los musulmanes que recen allí en señal de respeto a la Kaaba y para seguir el ejemplo de Abraham. En la Corán 2.125, se dice: "Tomad, pues, la estación de Abraham como lugar de oración." Así es como los peregrinos solían rezar detrás de la Kaaba después de circunvalarla, a la altura de la maqam. Esto está en consonancia con lo que se dice que hizo el Profeta Mahoma durante su última peregrinación del Hach en el año 632.
Las tradiciones cuentan que la Estación de Abraham se encontraba originalmente en las inmediaciones de la Kaaba. Se dice que fue trasladada hasta allí incluso antes de la llegada del Islam. Tras un traslado de la “maqam”, debido al mal tiempo, se cuenta que el segundo califa, Umar, la reinstaló en su ubicación actual. El monumento se encuentra ahora en el lado oriental de la Kaaba, dentro del espacio circular definido por la circunvalación. 
La Estación de Abraham ha tenido varios sistemas de protección. Durante el califato abasí, un marco metálico rodeaba la piedra para evitar que se desmoronara. En el siglo XX, las autoridades saudíes la hicieron cubrir con un edículo de cristal (de 30 cm de grosor) engastado en placas metálicas protectoras de bronce y oro.
Según el historiador al-Fakihi (m. entre 272-279 d. C.), la piedra lleva una inscripción que no pudo traducir. Una copia tardía de la transcripción de al-Fakihi permite reconocer grafías provenientes de Arabia del Sur.